# Luis Alberto Varela
Luis Alberto Varela – piłkarz urugwajski, obrońca.
Razem z klubem CA Peñarol Varela dotarł do finału turnieju Copa Libertadores 1965, gdzie jego zespół uległ po trzech meczach argentyńskiej drużynie CA Independiente.
Rok później razem z klubem Peñarol Varela zwyciężył w turnieju Copa Libertadores 1966. Następnie zdobył wraz ze swym klubem miano najlepszej klubowej drużyny świata dzięki zdobyciu Pucharu Interkontynentlanego po zwycięskim dwumeczu ze zdobywcą Pucharu Mistrzów, hiszpańskim klubem Real Madryt.
Jako piłkarz klubu Peñarol wziął udział w turnieju Copa América 1967, gdzie Urugwaj zdobył tytuł mistrza Ameryki Południowej. Varela zagrał we wszystkich pięciu meczach - z Boliwią, Wenezuelą, Chile, Paragwajem i Argentyną.
Razem z Peñarolem dotarł do półfinału turnieju Copa Libertadores 1968. Walkę o finał jego zespół przegrał z brazylijskim klubem SE Palmeiras.
Podczas turnieju Copa Libertadores 1969 drugi raz z rzędu dotarł do półfinału. Tym razem walkę o finał Peñarol przegrał z rywalem "zza miedzy", czyli z Nacionalem Montevideo.
Od 4 stycznia do 2 lutego 1967 roku Varela rozegrał w reprezentacji Urugwaju 6 meczów, w których nie zdobył żadnej bramki.